# دميرا فان دير زيو
ديميرا فان دير زيو (بالهولندية: Demira van der Zeeuw)‏ (ولدت في 5 سبتمبر 1997) ، والمعروفة أيضًا باسم دي باختصار ، هي مغنية هولندية ومؤثرة ويوتيوب.

## الحياة الشخصية
وهي أخ أصغر ، كوين نشطة أيضًا على موقع يوتيوب. لديها أيضا أخت توأم.
كانت على علاقة بـ انزو نول منذ سبتمبر 2013. وظهرت في معظم مدونات الفيديو الخاصة به من 2013-2018. في 25 يونيو 2018 ، قرر الاثنان إنهاء علاقتهما.
في 9 سبتمبر 2018 ، أعلنت أن لديها علاقة جديدة. في سبتمبر 2019 ، أعلن الزوجان أنهما اشتريا منزلهما الأول معًا. في أوائل تشرين الثاني (نوفمبر) 2021 ، تحدثت بصراحة عن عمليتي إجهاض وحمل خارج الرحم تعرضت له في ذلك العام. في عام 2022 أنجبت ابنة.
تدرس القانون في جامعة العلوم التطبيقية في أوتريخت منذ عام 2018 ، والتي أكملتها في عام 2022.

## مهنة يوتيوب
بدأت قناتها الخاصة على يوتيوب في 12 فبراير 2015 لأنها شعرت أن موسيقاها ضاعت بين مقاطع فيديو صديقها آنذاك إنزو نول. لم تفعل شيئًا مع قناتها لفترة طويلة ، حتى قررت البدء في إنشاء مدونة فيديو لأنها أرادت إلقاء نظرة على الحياة وراء كواليس المؤثر. ظهرت أول مدونة فيديو لها على الإنترنت في 3 أبريل 2019. ومنذ ذلك الحين ، تحمّل مدونة فيديو أسبوعية كل يوم أحد الساعة 8 صباحًا. قبل ذلك ، فعلت ذلك يوم الجمعة الساعة 5 مساءً.

## مهنة الراديو
إنها أغنية مكتوبة ذاتيًا لقد وصلت إلى موكب تلميح في عام 2015 وأصبحت رقم 1 في مخطط آي تيونز.
منذ فبراير 2019 ، يُسمع أحيانًا فان دير زيو في محطة إذاعية ضربة عنيفة! مع راديو قرص جوك توم فان دير وير في البرنامج الإذاعي نادي بالمقلوب ، عندما كان برام كريكي غائبًا ، فان دير زيو في بعض الأحيان تولى دور الصاحب. ومع ذلك ، توقف هذا بعد انتقال برام كريك إلى موسيقى Q.

## التلفاز
كشخصية إعلامية ، ظهرت أيضًا بانتظام على شاشات التلفزيون منذ عام 2014 ، بما في ذلك RTL وقت متأخر من الليل و زابلايف و الرش والبلع ، والتي فازت منها بـ "اختبار الجنس" في عام 2017.

## وصلات خارجية
- دميرا فان دير زيو في قاعدة بيانات الأفلام على الإنترنت
- دميرا فان دير زيو في يوتيوب